# Michelle Rowen
Pour les articles homonymes, voir Maddox, Rhodes et Rowen.
Œuvres principales
- Série Sarah Dearly
- Série Les Gardiens de la nuit
- Série Le Dernier Royaume

Michelle Rowen, née en 1971 à Toronto au Canada, est une romancière canadienne de fantasy, de science-fiction et de thriller surnaturel. Elle écrit sous son propre nom mais utilise également les pseudonymes Michelle Maddox et Morgan Rhodes.

## Biographie
Michelle Rowen vit dans le sud de l'Ontario avec son mari et ses deux chats nommés d'après deux de ses personnages préférés de séries télévisées surnaturelles.
Elle a été sur la liste des best-sellers de Waldenbooks. Elle a gagné la médaille Holt pour son premier roman Mordue.
Michelle Rowen s'est créé deux noms de plume pour écrire dans des genres différents : Michelle Maddox pour écrire du suspense romantique futuriste et Morgan Rhodes pour du thriller surnaturel.

## Œuvres

### Écrits de Michelle Rowen

#### SérieSarah Dearly
1. Mordue, Milady, 2010 ((en) Bitten and Smitten, 2006)
2. Accro, Milady, 2010 ((en) Fanged and Fabulous, 2007)
3. À cran, Milady, 2011 ((en) Lady & the Vamp, 2008)
4. D'enfer, Milady, 2011 ((en) Stakes & Stilettos, 2009)
5. À plus, Milady, 2011 ((en) Tall, Dark & Fangsome, 2009)

#### SérieDemon Princess
1. (en) Reign or Shine, 2009
2. (en) Reign Check, 2010
3. (en) Reign Fall, 2012

#### SérieLiving in Eden
1. (en) The Demon in Me, 2010
2. (en) Something Wicked, 2010
3. (en) That Old Black Magic, 2011

#### SérieBelladonne
1. Nuit de sang, Milady, 2012 ((en) Nightshade, 2011)
2. Soif de sang, Milady, 2013 ((en) Bloodlust, 2011)

#### SérieLes Gardiens de la nuit
1. Rencontre avec un ange, Harlequin, 2014 ((en) Dark Kiss, 2012)
2. (en) Wicked Kiss, 2013

#### Romans indépendants
- (en) Angel with Attitude, 2006
- (en) Hot spell, 2009

### Sous le nom de Michelle Maddox
- (en) Countdown, 2008

### Sous le nom de Morgan Rhodes

#### UniversLe Dernier Royaume

##### SérieLe Dernier Royaume
1. Les Cendres d'Auranos, Michel Lafon, 2013 ((en) Falling Kingdoms, 2012)
2. Le Roi du sang, Michel Lafon, 2014 ((en) Rebel Spring, 2013)
3. Le Ralliement des ténèbres, Michel Lafon, 2014 ((en) Gathering Darkness, 2014)
4. Les Déferlantes de givre, Michel Lafon, 2016 ((en) Frozen Tides, 2015)
5. L'Ouragan de cristal, Michel Lafon, 2018 ((en) Crystal Storm, 2016)

##### SérieA Book of Spirits and Thieves
1. (en) A Book of Spirits and Thieves, 2015
2. (en) The Darkest Magic, 2016